# بهرز
بهرز (بضم الباء وسكون الهاء وكسر الراء) هي مدينة عراقية تابعة إدارياً لمحافظة ديالى شرق العراق، شرق قضاء بعقوبة. شهدت معارك عنيفة في نهاية عام 2007 وفي عام 2008 م. وذلك بسبب تواجد تنظيم القاعدة ومليشيا كتائب ثورة العشرين البعثية ويذكر أن المعارك كانت ما بين بعض أهالي المدينة بهرز إلى أن تدخلت قوات الأمن العراقية وأزالت هذه التنظيمات المعارضة للدولة العراقية الحديثة ما بعد 2003 وبدعم عسكري أمريكي. وتعد بهرز امتداد لحضارة أشنونا التي سكنت هذه الأراضي سابقا، يقسم نهر خريسان (الخرساني) بهرز إلى جانبين شرقي وغربي ومن أبرز جوامع بهرز هو جامع أبي الغيث والذي يضم ضريح النبي دانيال؛ كذلك جامع بهرز الكبير الذي بُني أبان حكم العثمانيون؛ والجوامع التي بنيت حديثا هي جامع القدوس وجامع أم المؤمنين (عائشة) وجامع النور وجامع التوبة. ومن أحياء بهرز: شارع 7 نيسان في مركز المدينة وحي الشرطة وحي السلام (حي صدام سابقاً) وحي التآخي (حي القادسية سابقاً) وحي الفارس العربي وحي العصري وحي الزهور (الدواسر سابقاً) وكما يوجد فيها العديد من القرى التابعة للناحية. تعد بهرز من المناطق الزراعية التي تكثر فيها زراعة النخيل والحمضيات كالبرتقال واليوسفي والنارنج والليمون الحامض وغيرها من الفواكه الأخرى.
مدينة عراقية يبلغ عدد سكانها حوالي 35400 نسمة وتقع على بعد 25 ميلاً (40 كم) شمال بغداد و6 أميال (9.5 كم) جنوب مدينة بعقوبة الكبرى.

## تاريخ
قد تكون بهرز موقع مدينة باجيسرة التي تعود للقرون الوسطى. اسمها الحديث ربما يكون تكريما لمجاهد الدين بهرز المهندس الذي بذل آخر جهد جدي لإصلاح وإعادة فتح قناة النهروان القريبة في عام 1140.